# Silvanit
Sylvanit sau telurura de argint/aur cu formula chimică (Ag,Au)Te2, este cea mai comună telurură de aur.

## Proprietăți
Raportul aur:argint variază de la 3:1 la 1:1. Este un mineral metalic cu o culoare care variază de la un gri oțel până la aproape alb. Este strâns legată de calaverita, care este telurura de aur mult mai pura, cu numai 3% argint. Sylvanitul cristalizează în sistemul monoclinic 2/m. Cristalele sunt rare și sunt de obicei lame sau granulare. Este foarte moale, cu o duritate de 1,5–2. Are o densitate relativă mare de 8–8,2. Silvanitul este fotosensibil și poate acumula o pată întunecată dacă este expus prea mult timp la lumină puternică.

## Apariție
Silvanitul se găsește în Transilvania, de la care derivă parțial numele său. De asemenea, se găsește și se exploatează în Australia, în districtul East Kalgoorlie. În Canada se găsește în Kirkland Lake Gold District, Ontario și Districtul Rouyn, Quebec. În Statele Unite, se găsește în California și în Colorado, unde a fost extras ca parte a zăcământului de minereu Cripple Creek. Silvanitul este asociat cu aur nativ, cuarț, fluorit, rodocrosit, pirită, acantită, nagyagită, calaverită, krennerit și alte minerale rare de telururi. Se găsește cel mai frecvent în depozitele de vene hidrotermale la temperatură joasă.

## Utilizare
Sylvanitul reprezintă un minereu minor de aur și telur. Sylvanium, un termen învechit pentru telur, și-a derivat numele din sylvanit.